# La Maligna

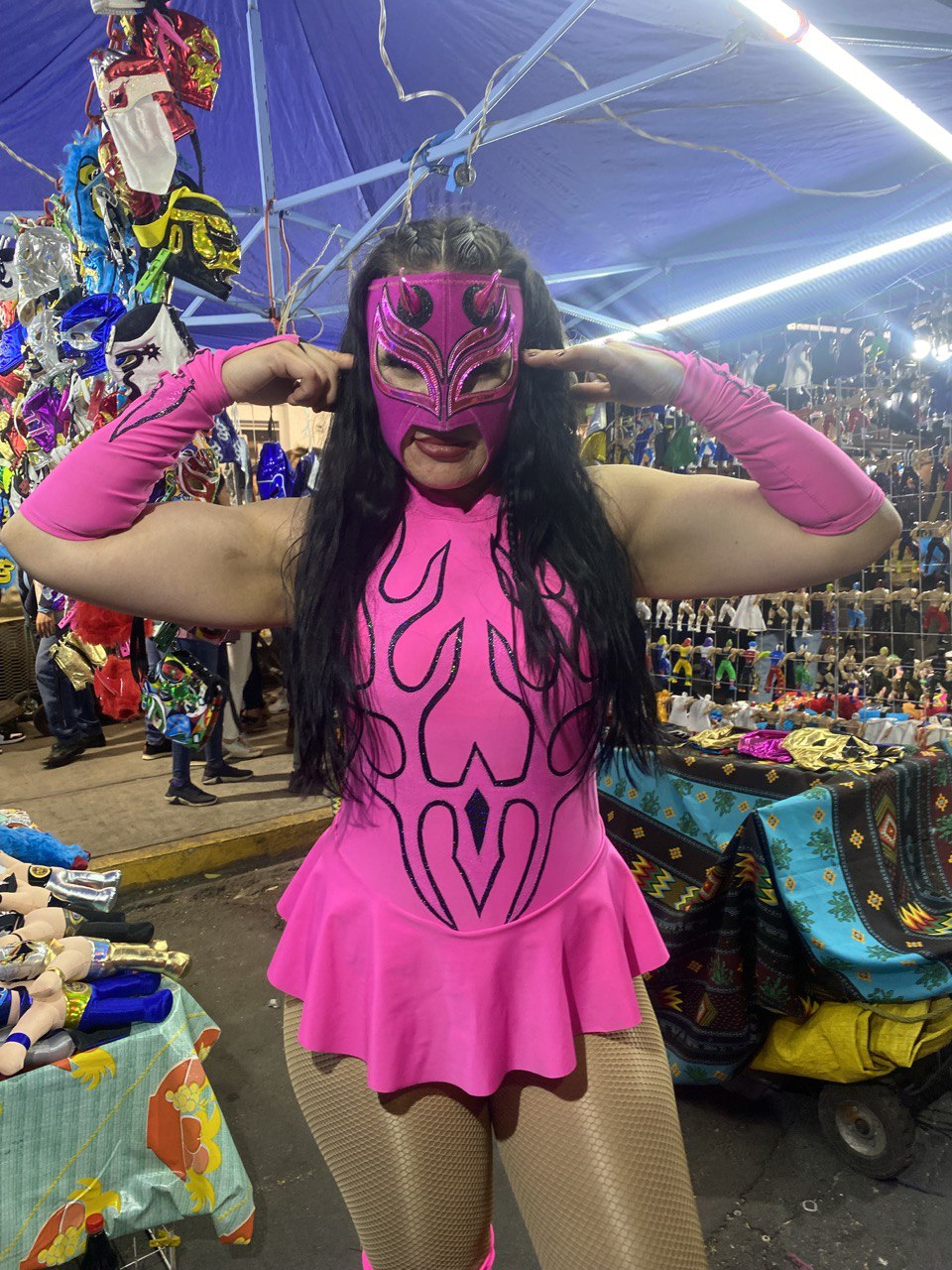
La Maligna utanför Arena México i mars 2024.

La Maligna, född 6 april 1994 i Saltillo i Coahuila är en mexikansk fribrottare inom den mexikanska stilen lucha libre.
La Maligna brottas sedan 2017 för Consejo Mundial de Lucha Libre (CMLL), Mexikos största och äldsta förbund. Där gestaltar hon en ruda (de som porträtterar "de onda" i professionell mexikansk brottning, till skillnad från tecnicas, de goda). Maligna brottas iförd fribrottningsmask och hennes identitet är inte känd av allmänheten, vilket är vanligt inom lucha libre.

## Karriär
La Maligna är en tredje generationens fribrottare och kommer från en stor brottarfamilj med ungefär 16-17 aktiva. Initialt tränades hon av Chavo Lomeli, Latino, Green Demon och Angel del Infierno. Hon gjorde sin första match den 14 februari 2010 i Pachuca de Soto.
Under 2018 brottades hon i Japan för olika förbund i en tre månaders exkursion, Sedan dess har hon varit med nästan varje vecka på något av CMLLs evenemang i Mexiko, dock utan att ännu få chansen till en titelmatch. Ofta bildar hon en grupp med La Vaquerita.
La Maligna har en son född 2014, men trots mödraskapet återvände hon snabbt till fribrottningen.